# 古沢安二郎
古沢 安二郎（ふるさわ やすじろう、1902年2月6日 - 1983年9月3日）は、日本の英米文学の翻訳家。

## 略歴
新潟県生まれ。東京帝国大学英文科卒、芝浦工業大学教授、明治大学教授。
ポール・ギャリコ、ウィリアム・サローヤンなどを翻訳した。

## 翻訳
- 『わたし、ママが大好き』（サロヤン、新潮社） 1957
- 『砂漠の王者』（H・C・アームストロング、新潮社） 1957
- 『サローヤン短篇集』（サローヤン、新潮文庫） 1958
- 『飢えと光り』（ジュリアン・ハックスレー、新潮社） 1959
- 『地下街の人びと』（J.ケラワック、新潮社） 1959
- 『マーク・トウエン短編集』（マーク・トウエン、新潮文庫） 1961
- 『咆哮 詩集』（アレン・ギンズバーク、那須書房） 1962
- 『モンテカルロに死す』（エーリヒ・マリア・レマルク、読売新聞社） 1968
- 『わがこころ高原に』（ウィリアム・サローヤン、早川文庫） 1972
- 『アメリカの渡り鳥』（メアリイ・マッカーシイ、早川書房） 1974
- 『週末人間』（リチャード・B・ライト、早川書房） 1974
- 『ペーパー・タイガー』（ジャック・デイヴィス、早川書房） 1975
- 『贅沢な人びと』（ジョイス・キャロル・オーツ、早川書房） 1978

### ポール・ギャリコ
- 『ジェニイ（小さな奇跡、白雁）』（ポール・ギャリコ、新潮社） 1972、のち文庫
- 『ポセイドン・アドベンチャー』（ポール・ギャリコ、早川書房） 1973、のち文庫
- 『銀色の白鳥たち』（ポール・ギャリコ、早川文庫） 1980
- 『白雁物語』（ポール＝ギャリコ、偕成社文庫） 1990

### ピアズ・ポール・リード
- 『若き修道士の悲しみ』（ピアズ・ポール・リード、早川書房） 1972
- 『教授の娘』（ピアズ・ポール・リード、早川書房） 1974
- 『成り上がり』（ピアズ・ポール・リード、早川書房） 1977
- 『ポロネーズ』（ピアズ・ポール・リード、早川書房） 1980
- 『ベルリンで愛した女』（ピアズ・ポール・リード、早川書房） 1982